# Sud, Guinée-Bissau
Le Sud de la Guinée-Bissau, est une province de la république de Guinée-Bissau. Il comprend les régions de  Bolama-Bijagos, Quinara et Tombali,.